# Franz Günther (Theologe)
Franz Günther (latinisiert Franciscus Gunterus) (* im 15. Jahrhundert; † September 1528 in Lochau) gehörte zu der ersten Generation junger Theologen, die an der Universität Wittenberg durch Martin Luthers Vorlesungen geprägt wurden und als Pfarrer in ihrem Kirchspiel reformatorische Veränderungen einführten. Er stand im Briefwechsel mit Thomas Müntzer und Martin Luther.

## Studien
Günther stammte aus Nordhausen und begegnet in den Quellen erstmals im Sommer 1512 in Erfurt, wo er den Grad des Baccalaureus artium erwarb. Er wurde am 13. Mai 1514 in Wittenberg immatrikuliert und erwarb am 20. Januar 1516 den Grad des Magister artium.
Bei seinem Promotionsverfahren hatte er am 21. September 1517 eine Reihe von Thesen zu verteidigen, die Martin Luther für diesen Anlass verfasst hatte. (Diese pointierten Formulierungen zeigen Luthers Abwendung von der Scholastik und von Aristoteles.) Günther wurde am 21. September 1517 Baccalaureus biblicus. Weitere Daten seiner akademischen Laufbahn waren: Baccalaureus sententiarius am 9. Juli 1518, Baccalaureus formatus am 11. November 1519 und Lizentiat der Theologie am 14. Oktober 1521.
Um die Jahreswende 1518 / 1519 predigte Franz Günther an der Nikolaikirche zu Jüterbog so polemisch gegen die Äbtissin des dortigen Zisterzienserinnenklosters, dass er vom zuständigen Propst beim Bischof von Brandenburg verklagt wurde. Günther ließ sich von Thomas Müntzer als Prediger vertreten, und beide gerieten in einen Konflikt mit den Jüterboger Franziskanern.

## Pfarrer
Luther vermittelte Franz Günther eine Pfarrstelle in Lochau, die er im August 1520 antrat. Zu seinem Tätigkeitsfeld gehörte einerseits der kurfürstliche Residenzhof, andererseits der Ort mit 33 Feuerstätten und das Dorf Purzien. Wann er die Priesterweihe empfing, ist nicht bekannt; ab 1521 nahm er jedenfalls den Titel eines Bischofs für sich in Anspruch.
Am 3. April 1522 fand in Lochau eine Visitation durch den Bischof von Meißen statt, der an Günthers Amtsführung einige Kritikpunkte hatte: Günther hatte seinen Pfarrhelfer Balthasar Sturnius getraut, einen ehemaligen Augustinermönch. Günther hatte das Abendmahl in beiderlei Gestalt ausgeteilt, und Günther war ungehorsam. Da Franz Günther aber unter dem Schutz des Kurfürsten stand, hatte diese Visitation für ihn keine Konsequenzen.

## Privates
Im Jahre 1522 heiratete Günther, und am 17. April 1523 taufte Georg Spalatin das erste Kind aus dieser Ehe.
Franz Günther starb kurz vor dem 3. September 1528 in Lochau und hinterließ die Witwe und zwei Kinder. Sein Nachfolger im Pfarramt wurde Michael Stiefel, der auch Günthers Witwe heiratete.